# Gross Bielenhorn
Das Gross Bielenhorn ist ein 3210 m ü. M. hoher Berg in den Urner Alpen. Es liegt nördlich der Furkapassstraße im Schweizer Kanton Uri.
Im Westen ist das Gross Bielenhorn durch die Obere Bielenlücke (3248 m) vom Galenstock getrennt. Südöstlich liegt das Chli Bielenhorn (2940 m), welches über die Untere Bielenlücke mit dem Gross Bielenhorn verbunden ist. Nördlich des Gipfels liegt der Tiefengletscher, südwestlich der Sidelengletscher.

## Routen zum Gipfel
Das Gross Bielenhorn ist vor allem als Kletterberg bekannt. 
Eine oft begangene Tour ist der Südost-Grat. Er bietet Granitkletterei bis in den unteren V. Schwierigkeitsgrad und ist mit Bohrhaken ausgerüstet. Ausgangspunkt für eine Besteigung ist die Sidelen-Hütte (2708 m), die von der Furkapassstraße erreicht werden kann. 
In der Westwand befinden sich weitere, teils schwierigere, Granitkletterrouten. 